# Sam Parsons (Badminton)
Sam Parsons (* 23. August 1995) ist ein englischer Badmintonspieler.

## Karriere
Sam Parsons wurde 2013 englischer Juniorenmeister. Im gleichen Jahr wurde er bereits bei den Erwachsenen Zweiter bei den Cyprus International 2013. 2014 wurde er englischer Vizemeister. International startete er 2014 im Thomas Cup und bei den Badminton-Mannschaftseuropameisterschaften. 